# بياس (طائر)
بِيَّاس جنس طير من الجواثم سنيات المناقير وفصيلة المذبابيات. أنواعه المعروفة قليلة العدد اعطانها البلاد الإفريقية. جميعها صغيرة القد، قنبرية الرأس مقطومة الذنب. أثوابها إلى الطحلة السمراء يعلوها تمشيحٌ أسود وتجذيع أبيض. بطونها بيضاء اللون أو غبراء. قوتها الذباب والهوام والحشرات الصغيرة والديدان.

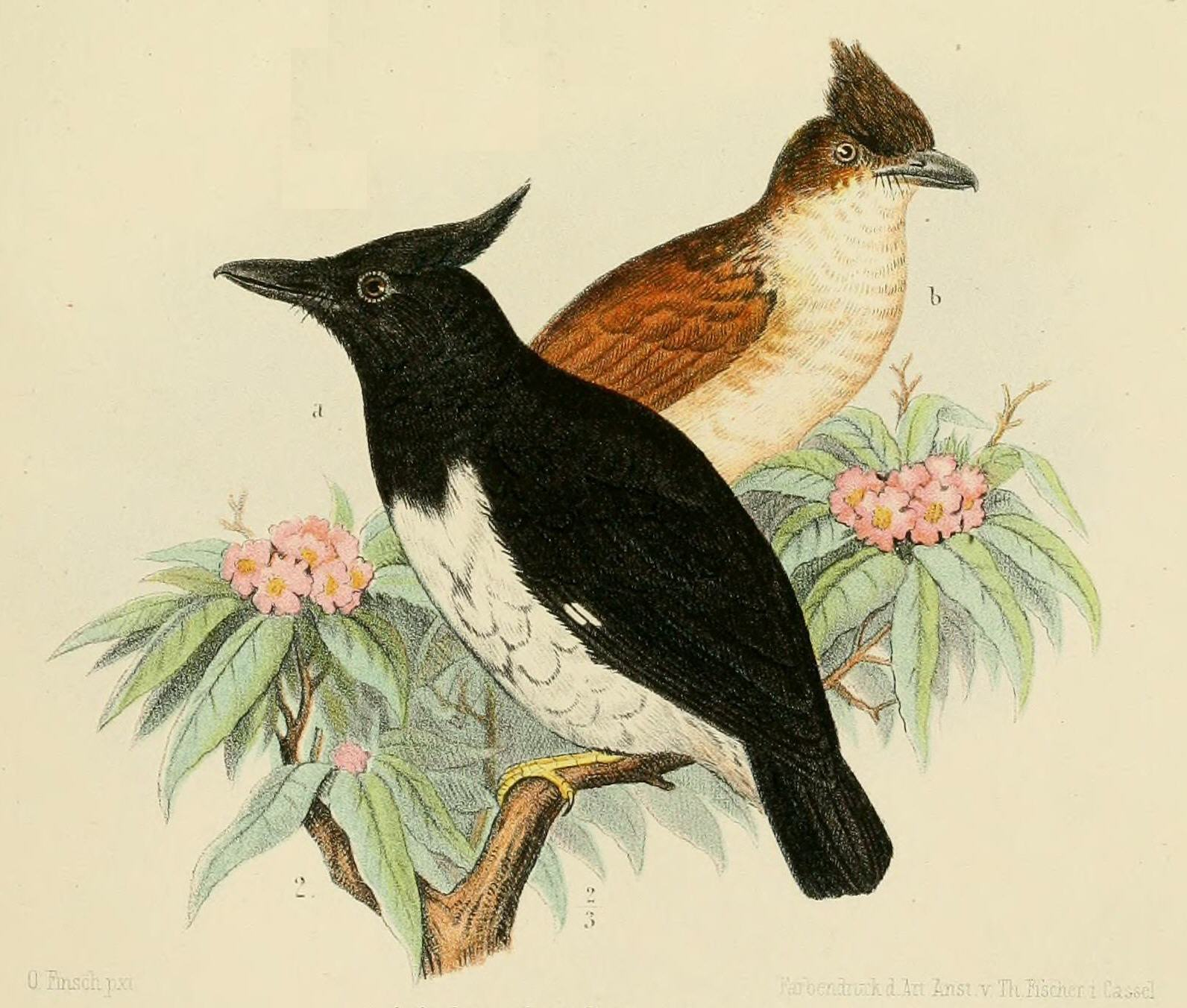
رسم توضيحي للبِيَّاس